# Chameleon (альбом)
Chameleon — пятый студийный альбом немецкой пауэр-метал-группы Helloween, выпущенный в 1993 году. Этот альбом продолжил музыкальные эксперименты, начатые в Pink Bubbles Go Ape, что сделало его стилистически богаче и разнообразнее предшественников, однако оставаясь при этом наименее коммерчески успешной работой коллектива с самого начала их творчества. Последняя студийная запись с Михаэлем Киске на вокале (до сингла Pumpkins United 2017 года) и Инго Швихтенбергом на ударных.

## Об альбоме
Напряжённость и разлад внутри группы привела к написанию этой работы, которая оказалась весьма разнообразной с музыкальной составляющей, соединяя в себе достаточно разные жанры. Это привело к тому, что фанаты группы не приняли альбом, считая что эта пластинка не имеет ничего общего с их любимой группой.
По сравнению с предшественниками Keeper of the Seven Keys, Pt. 1 и Keeper of the Seven Keys, Pt. 2, группа отказалась от тяжёлого металлического звука в пользу таких инструментов как синтезатор, акустической гитары, скрипки, церковного органа. Атмосфера альбома ближе к прогрессивному року, с некоторыми поп-, гранж- и кантри элементами. Эти элементы хоть и встречались в предыдущих работах группы, но в гораздо меньшей форме и достаточно редко.
Композиция «Giants» имеет больше элементов, характерных для пауэр-метала, чем любая другая песня в этом альбоме. Альбом стал первым и последним в дискографии группы, выполненным в таком разнообразном музыкальном стиле. Название альбома исходит из перемены стиля от песни к песне, подобно тому, как хамелеон может изменять свою окраску.
Альбом содержит четыре сингла: «Windmill», «When The Sinner», «Step Out of Hell» и «I Don’t Wanna Cry No More».
Так как альбом был неудачен как в плане отзывов критиков и фанатов, так и коммерчески провальным, два участника группы, вокалист Михаэль Киске и ударник Инго Швихтенберг, покинули группу. Их уход также был мотивирован их личностными причинами и ссорами внутри коллектива. Место вокалиста в январе 1994 занял Энди Дерис из хард-роковой команды Pink Cream 69. Место барабанщика занял Ули Куш. После обновления состава группа продолжила музыкальную деятельность, похожую на ранние работы коллектива.

## Список композиций
| №                   | Название                    | Автор(ы)            | Длительность |
| ------------------- | --------------------------- | ------------------- | ------------ |
| 1.                  | «First Time»                | Михаэль Вайкат      | 5:29         |
| 2.                  | «When the Sinner»           | Михаэль Киске       | 6:54         |
| 3.                  | «I Don’t Wanna Cry No More» | Роланд Грапов       | 5:11         |
| 4.                  | «Crazy Cat»                 | Грапов              | 3:29         |
| 5.                  | «Giants»                    | Вайкат              | 6:34         |
| 6.                  | «Windmill»                  | Вайкат              | 5:12         |
| 7.                  | «Revolution Now»            | Вайкат              | 8:04         |
| 8.                  | «In the Night»              | Киске               | 5:36         |
| 9.                  | «Music»                     | Грапов              | 7:00         |
| 10.                 | «Step Out of Hell»          | Грапов              | 4:21         |
| 11.                 | «I Believe»                 | Киске               | 9:12         |
| 12.                 | «Longing»                   | Киске               | 4:10         |
| Общая длительность: | Общая длительность:         | Общая длительность: | 71:26        |

| №                   | Название                           | Автор(ы)            | Длительность |
| ------------------- | ---------------------------------- | ------------------- | ------------ |
| 13.                 | «I Don’t Care, You Don’t Care»     | Вайкат              | 4:01         |
| 14.                 | «Oriental Journey»                 | Грапов              | 5:43         |
| 15.                 | «Cut in the Middle»                | Маркус Гросскопф    | 3:57         |
| 16.                 | «Introduction»                     | Вайкат              | 3:52         |
| 17.                 | «Get Me out of Here»               | Вайкат              | 2:50         |
| 18.                 | «Red Socks and the Smell of Trees» | Helloween           | 10:48        |
| 19.                 | «Ain’t Got Nothing Better»         | Гросскопф           | 4:41         |
| 20.                 | «Windmill» (демо-версия)           | Вайкат              | 5:28         |
| Общая длительность: | Общая длительность:                | Общая длительность: | 112:35       |

## Участники записи
- Михаэль Киске — вокал, акустическая гитара
- Михаэль Вайкат — гитары
- Роланд Грапов — гитары
- Маркус Гросскопф — бас-гитара
- Инго Швихтенберг — ударные

## Чарты
| Чарт (1993)          | Высшая позиция |
| -------------------- | -------------- |
| Swiss Albums Chart   | 30             |
| German Albums Chart  | 35             |
| Swedish Albums Chart | 35             |